# Corporales (Barjas)
Corporales es una localidad española perteneciente al municipio de Barjas, en la provincia de León, comunidad autónoma de Castilla y León.

## Geografía

### Ubicación
| Noroeste: Barjas     | Norte: Barjas | Noreste: Güimil    |
| Oeste: Vegas do Seo  |               | Este: Peñacaira    |
| Suroeste Villarrubín | Sur: Oencia   | Sureste: Mosteiros |

## Demografía
Evolución de la población
| Gráfica de evolución demográfica de Corporales entre 2000 y 2016   |
|                                                                    |
| Población de derecho (2000-2016) según el padrón municipal del INE |